# Charles Sanders Peirce

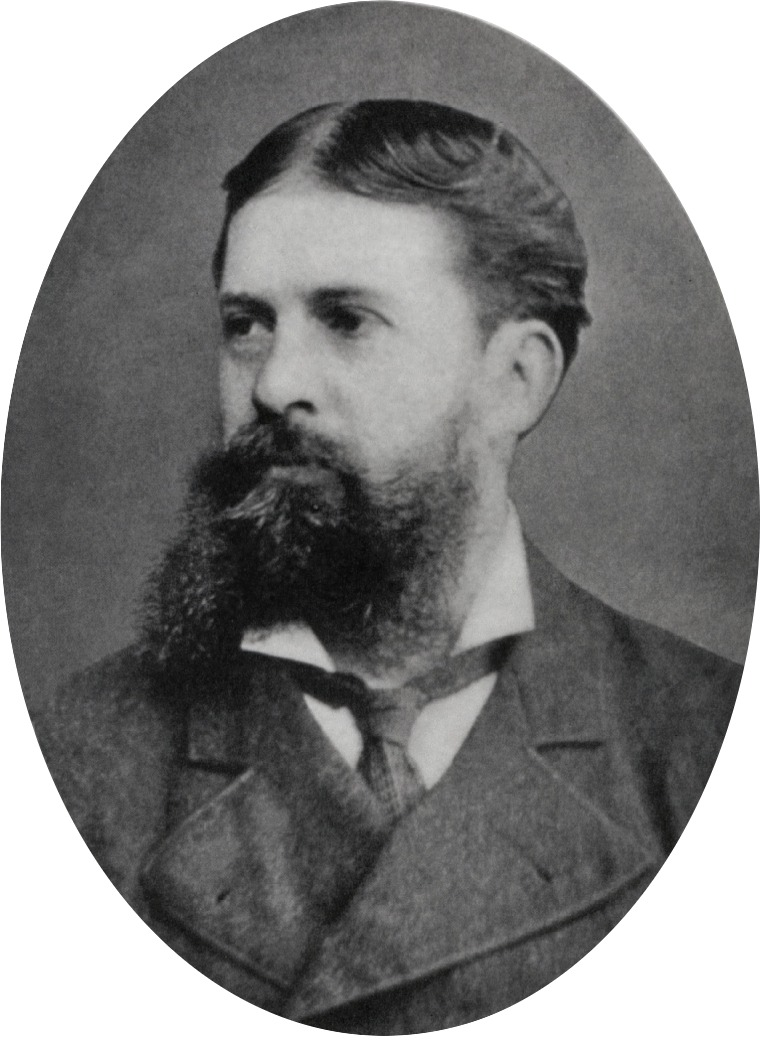
Charles Sanders Peirce

Charles Sanders Peirce (Massachusetts, Cambridge, 1839. szeptember 10. – Pennsylvania, Milford, 1914. április 19.) amerikai matematikus, filozófus.
Wiliam James és John Dewey mellett Peirce a pragmatizmus meghatározó teoretikusa, ezenkívül ő a modern szemiotika megalapítója. Bertrand Russell szerint a legkiemelkedőbb amerikai gondolkodó, Karl Popper szerint pedig „minden idők egyik legnagyobb filozófusa”.

## Munkássága
A matematika, a logika és a filozófia területén is jelentőset alkotott, többek között:
- bevezetett egy olyan szignifikanciatesztet, amelynek segítségével megállapítható, hogy egy vagy több mérés ugyanahhoz a normáleloszláshoz tartozik-e, mint a többi;
- bebizonyította, hogy a „nem-és”, illetve „nem-vagy” logikai operációkból (ez utóbbit a tiszteletére Peirce-operátornak keresztelték) minden egyéb más logikai operáció levezethető;
- a szemiotika területén Theory of Signs, ill. Theory of Meaning címmel írta meg elméletét.[7] Az ezen dolgozatokban megfogalmazottak az egész tudományág megalapozásához hozzájárultak.

Peirce ezenkívül foglalkozott a logikai következtetés lehetőségeivel, és a már ismert indukció és dedukció mellett harmadikként bevezette az abdukciót (hipotézis). Az ezt a hármast magában foglaló sorból alakította ki ismeret- és tudományelméletét.

### Magyarul
- Thomas A. Sebeok–Jean Umiker-Sebeokː Ismeri a módszeremet? avagy A mesterdetektív logikája; ford. Szili József; Gondolat, Bp., 1990

## Magyarul megjelent művei
- Pragmatizmus. A pragmatista filozófia megalapítóinak műveiből; vál. Szabó András György, ford. Fehér Márta, Márkus György, Vajda Mihály, bev. Sós Vilmos; Gondolat, Bp., 1981 (Gondolkodók)